# Messier 66
Messier 66 (NGC 3627) is een spiraalstelsel in het sterrenbeeld Leeuw (Leo). Samen met Messier 65 en NGC 3628 vormt het een groep sterrenstelsels die gravitationeel met elkaar verbonden zijn.
In 1780 ontdekte de Fransman Charles Messier het stelsel om het vervolgens als nummer 66 in zijn lijst van komeetachtige objecten op te nemen.
Messier 66 is gekwalificeerd als een type Sb stelsel met een slecht gedefinieerde kern. De spiraalarmen van het stelsel zijn enigszins vervormd door interacties met het nabijgelegen sterrenstelsel Messier 65.
Tussen 1973 en 1997 werden in Messier 66 drie supernovae waargenomen waarvan de helderste een magnitude van +12,2 bereikte. Messier 66 en haar buurstelsels vormen een interessant object voor de amateurastronoom.